# Öllegård Wellton
Ingeborg Viola Öllegård Wellton (født 18. april 1932, død 26. juni 1991) var en svensk skuespillerinde. Hun studerede på Dramatens elevskola fra 1950 til 1953, og var tilknyttet Dramaten indtil 1956. Wellton var ansat på mange forskellige teatre i Sverige, blandt andet Östgötateatern og Riksteatern.
Som filmskuespiller er Öllegård Wellton mest berømt som Tommys og Annikas mor fru Settergren i tv-serien Pippi Langstrømpe fra 1969. Hun gentog sin rolle i de efterfølgende spillefilm, Pippi Langstrømpe på de syv have og Pippi stikker af, som begge udkom i 1970. Wellton optrådte sidst foran kameraet i 1985 til en tv-udsendelse om August Strindberg.

## Privatliv
Öllegård Wellton var først gift med kunstneren Ivan Roos (1923–1999) fra 1950 til 1953. Sidenhen var hun gift med skuespilleren Erik Hell, indtil hans død i 1973. Fra sit andet ægteskab fik hun sønnerne Johan (født 1960) og Krister Hell (født 1962). Sidstnævnte blev også skuespiller.
Öllegård Wellton ligger begravet i Minneslunden på Solna kyrkogård.

## Udvalgt filmografi
- Stærke viljer (1948)
- Gaden (1949)
- Tørst (1949)
- Hvor er min kone? (1949)
- Vingeslag i natten (1953)
- En skærgårdsnat (1953)
- Ugift far søges (1953)
- Piger uden værelse (1956)
- Elskovsfeber (1962)
- Jeg er nysgerrig (1967)
- Carmilla (1968)
- Pippi Langstrømpe (tv-serie, 1969)
- Miss and Mrs. Sweden (1969)
- Pippi Langstrømpe på de syv have (1970)
- Pippi stikker af (1970)
- Strindberg - et liv (tv-serie, 1985)